# Jaguarão (fiume)
Il rio Jaguarão (in spagnolo: Río Yaguarón) è un corso d'acqua dell'America Meridionale che nasce nello stato brasiliano del Rio Grande do Sul e sfocia nella laguna Mirim. Nella parte finale del suo corso segna il confine tra Brasile ed Uruguay.

## Storia
Nel 1865, durante l'invasione brasiliana dell'Uruguay, lungo le sue rive, presso la città di Jaguarão, si combatté una battaglia tra l'esercito uruguaiano e quello dell'imperatore Don Pedro II. Nel 1910 fu firmato un trattato tra il governo di Montevideo e quello di Rio de Janeiro che stabilì il condominio sulle acque del fiume che dal 1851 erano appannaggio esclusivo del Brasile.

## Percorso
Nasce nella Serra di Santa Tecla, interno del territorio di Hulha Negra, e scorre in direzione sud verso la frontiera con l'Uruguay. Una volta raggiunto il confine il corso d'acqua diventa esso stesso elemento di demarcazione tra i due paesi e scorre in maniera sinuosa verso sud-est, attraversa le cittadine frontaliere di Jaguarão e Río Branco sino a sfociare nella laguna Mirim.

## Navigabilità
Il fiume è navigabile dalla città di Jaguarão sino alla foce nella laguna Mirim per un totale di 32 km. Le imbarcazioni che navigano lungo le sue acque ricadono, in base ad un trattato, sotto la giurisdizione brasiliana.